# Jiddische literatuur
Jiddische literatuur is de, vaak in Hebreeuws schrift opgestelde literatuur in het Jiddisch. 

## Periodes
| Tijd                  | Oudjiddische literatuur |  |
| --------------------- | --- |  |
| vanaf de 13e eeuw.    | Ontstaan van de Jiddische literatuur |  |
| 14e eeuw tot ca. 1600 | hoofdzakelijk epische werken, troubadour-literatuur, gebeden                                                                                            |  |
| 16e eeuw tot ca. 1800 | hoofdzakelijk Mûsar-werk (filosofisch-theologisch) |  |
|                       | Jiddische literatuur |  |
| vanaf 1800            | Opkomst van de moderne Jiddische literatuur; de Haskala (Aufklärung) bedient zich van het Jiddisch om bredere lagen van de Joodse bevolking te bereiken |  |

## Oudjiddische literatuur
Het oudst bekende vers vindt men in een handschrift van het Wormser Mahzôr uit 1272. Terwijl het Hebreeuws als "heilige taal" voor het religieuze leven voorbehouden was, was het Jiddisch de taal van het dagelijkse leven. Daarom heeft de Oudjiddische literatuur een volks karakter. 
Met de opkomst van de boekdrukkunst nam de verspreiding toe via drukkerijen in Augsburg, Praag, Bazel, Kraków, Lublin, Amsterdam, enz.  Belangrijk werk is onder andere het Koie Boek uitgegeven in 1595 door Abraham ben Matitjah Bat Sheva in Verona, het Safer Meshalim van Moshe b"r Eliezer Wallich uit Worms, het in 1602 in Bazel verschenen Ajn schojn maasebuh,  en het Ze'enah u-Re'enah, een bijbelparafrase van Jakob ben Isaak Aschkenasi meJanow.

## Moderne Jiddische literatuur
In de 19e eeuw bloeide deze literatuur met de schrijvers  Mendele Moicher Sforim, Itzhok Lejb Perez en Sholom Aleichem, terwijl Abraham Goldfaden en Salomon Anski het Jiddische theater uit de grond stampten. 
Met de diaspora over de hele wereld in de 20e eeuw nam de Jiddische literatuur alle literaire stromingen uit de omgeving op, bijvoorbeeld in Rusland Josef Opatoschu, in Polen Isaak Kazenelson, in Amerika  Morris Rosenfeld, Sholem Asch en Isaac Bashevis Singer (Nobelprijs voor de Literatuur). Tezelfdertijd betekende dat de neergang, vooral na de Tweede Wereldoorlog.